# Aspergillus flavofurcatus
Aspergillus flavofurcatus är en svampart som beskrevs av Bat. & H. Maia 1955. Aspergillus flavofurcatus ingår i släktet Aspergillus och familjen Trichocomaceae.   Inga underarter finns listade i Catalogue of Life.